# Rosalie va a far la spesa
Rosalie va a far la spesa (Rosalie Goes Shopping) è un film tedesco del 1989, diretto da Percy Adlon e interpretato da Marianne Sägebrecht e Brad Davis. La pellicola è stata presentata in concorso al Festival di Cannes 1989.
Il film vuole essere la parodia, raccontata in maniera leggera e piacevole, della frenetica vita consumistica americana.

## Trama
Il film racconta l'incredibile vicenda di Rosalie, una corpulenta statunitense di mezza età di origini tedesche madre di sette figli e sposata con un pilota militare, che riesce a falsificare 37 carte di credito.